# Eduard von der Ropp
Pour les articles homonymes, voir Ropp.
Eduard von der Ropp (Eduard Michael Johann Maria, baron von der Ropp), né le 2 décembre 1851 à Lixna et mort le 25 juillet 1939 à Poznań, est un homme d'Église qui fut archevêque de Moguilev-Saint-Pétersbourg et métropolite catholique de Russie.

## Biographie
Sa mère, née comtesse Isabella von Plater-Syberg, d'origine germano-balte et catholique (le berceau des Plater était à Kreslau), l'élève dans une foi rigoureuse. Le domaine se trouve dans une région de population polonaise. Il est d'abord fonctionnaire au ministère de l'agriculture à Saint-Pétersbourg, puis étudie la théologie à Kowno. Il est ordonné prêtre en 1886. Il devient doyen du doyenné de Courlande, avec siège à Libau en 1896. Il y fait construire l'église Saint-Joseph.
Il est nommé évêque de Tiraspol en 1902, dont dépendaient les paroisses catholiques du sud de la Russie impériale et de toute la Sibérie. Son siège est à Saratov, où vivaient bon nombre de descendants d'Allemands et de Polonais. Un an plus tard il est nommé évêque de Wilno, où il organise un mouvement démocrate-chrétien polonais. Il s'oppose à la politique de russification des Lituaniens et des Biélorusses de Wilno et réclame le retour de biens d'Église confisqués. Prélat actif, il ne laisse pas la religion à la sacristie, et se fait nommer à la Première Douma de 1906, mais il est banni en 1907 dans le domaine de son frère, dans le gouvernement de Vitebsk, à cause de ses vues jugées trop progressistes, après avoir passé plusieurs semaines au monastère catholique dépendant de l'église Sainte-Catherine de Saint-Pétersbourg.
Il est nommé archevêque de Moguilev, avec siège à Petrograd (qui dépendait de Moguilev) en 1917, lorsque l'Empire s'effondre. Mais les bolchéviques l'arrêtent en 1919 et il est expulsé à Varsovie, pour avoir voulu mettre sur pied un mouvement chrétien-démocrate. Il est favorable dans les années 1920 à une union des catholiques avec l'Église orthodoxe du patriarche Tikhon de Moscou, sous la protection du Saint-Siège, ce qui provoque l'ire des Soviétiques. Toutefois sa mentalité par trop latine et son attachement à la culture polonaise, ne provoquent qu'incompréhension chez les fidèles orthodoxes, déjà méfiants à l'égard de l'uniatisme.
Il meurt à Poznań à la veille de la guerre et est enterré dans la crypte de la cathédrale.